# 圣玛利亚主教座堂 (迈阿密)
圣玛利亚主教座堂（Cathedral of Saint Mary）是天主教迈阿密总教区的主教座堂，以圣母玛利亚命名，位于美国迈阿密西北第二大道7525号。

## 历史

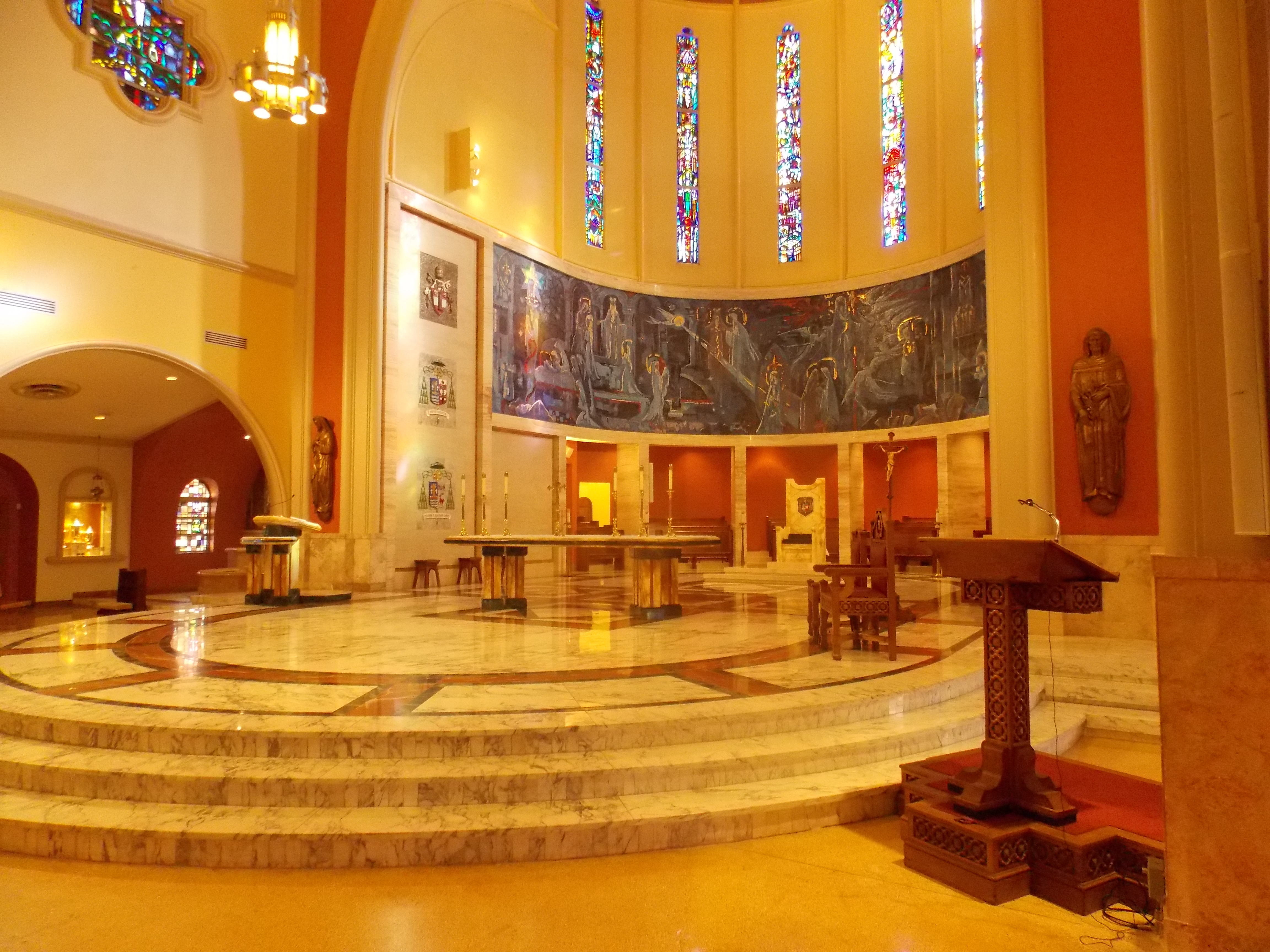

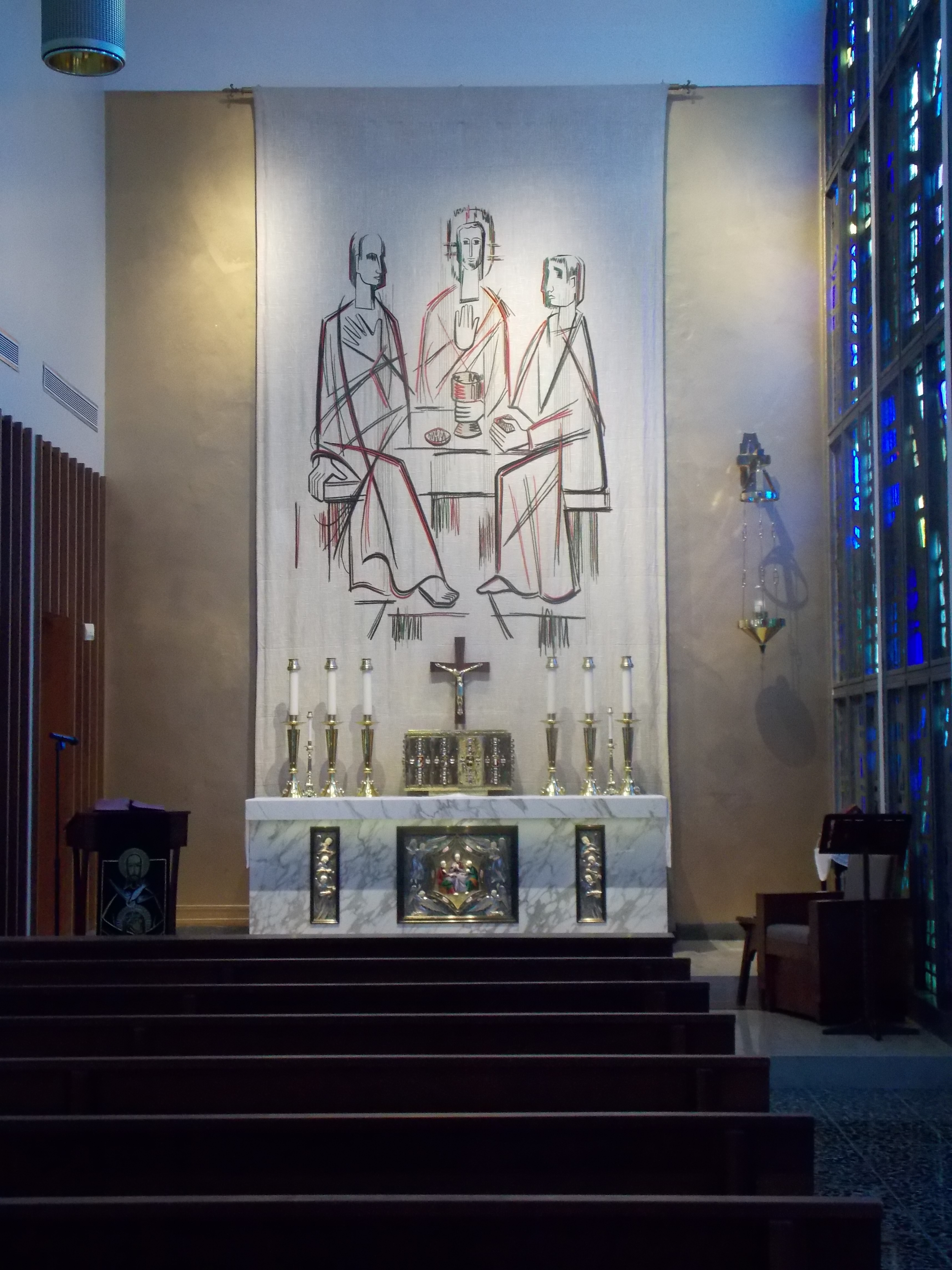

该堂区成立于1929年8月。1930年4月木制教堂动工，7月20日举行第一次弥撒。爱尔兰利默里克郡的Patrick Joseph Roche出任该堂首任神父。1936年改造后容量达到600人。
1953年，Roche神父退休，Patrick J. Donoghue被任命为神父。新教堂在1955年开工，1957年1月27日底特律主教爱德华·穆尼枢机为新堂祝圣。
1958年8月13日，佛罗里达州南部的十六个县从圣奥古斯丁教区分出，成立天主教迈阿密总教区，圣玛利亚堂被梵蒂冈宣布为新的主教座堂。1958年10月7日，匹兹堡辅理主教Coleman Carroll 出任迈阿密的第一任主教。
1987年，在圣玛利亚主教座堂举行杰基·葛里森的葬礼。

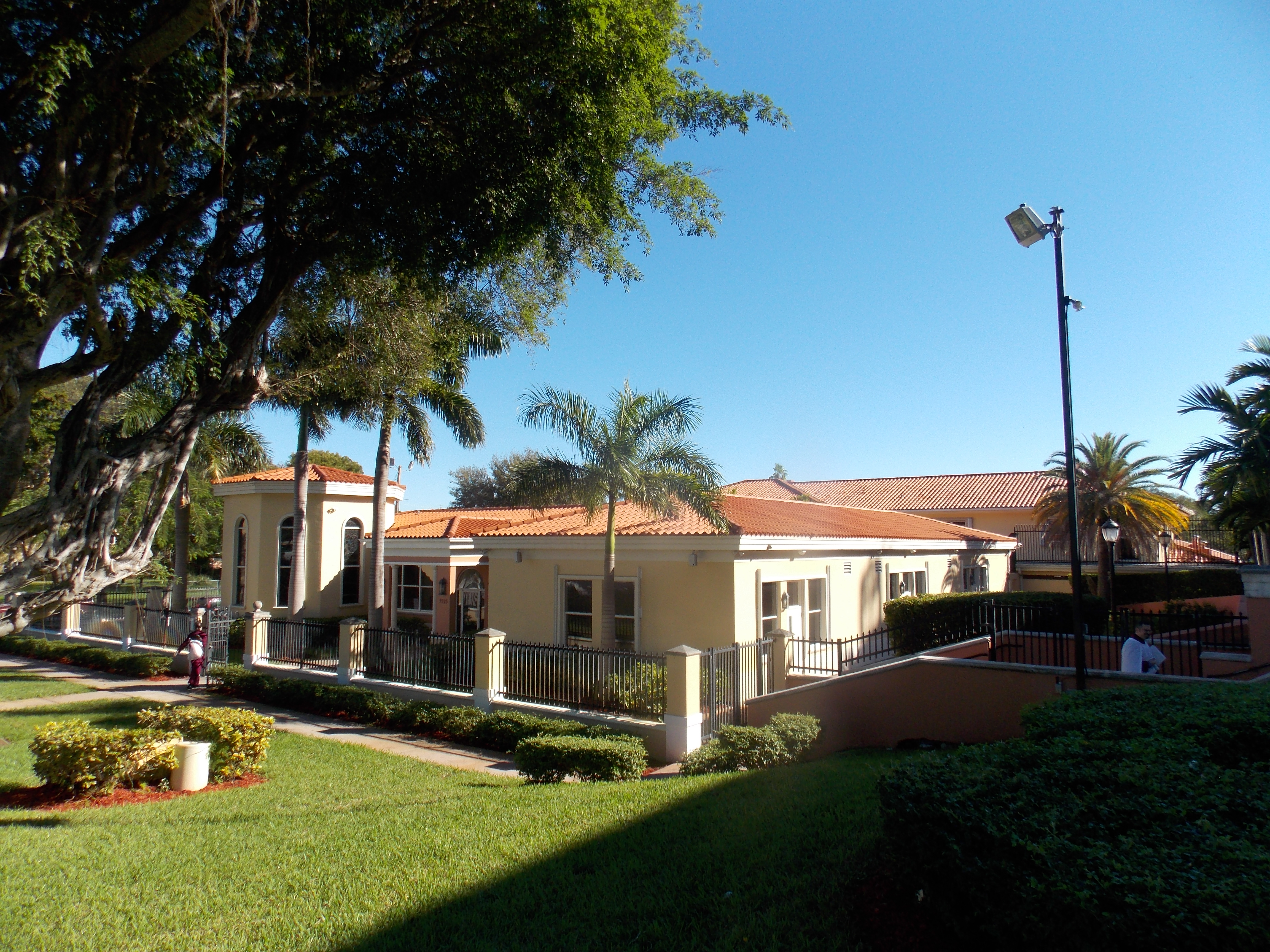